# Vici Vindiciae
Vici Vindiciae (in italiano: Le rivendicazioni di Vico) è il titolo di un pamphlet di Giovambattista Vico.
Scritto in latino, e pubblicato a Napoli nel 1729 (per i tipi di Felice Mosca), l'opuscolo del filosofo si è stratificato con il titolo (già presente nell'occhiello) di Vici Vindiciae, in sostituzione di quello, più lungo, che compariva nel frontespizio: Notae in Acta eruditorum lipsiensia mensis augusti A. MDCCXXVII Ubi Inter Nova Literaria unum extat de ejus Libro, cui titulus "Principj d'una Scienza Nuova dintorno alla Natura delle Nazioni".
Come si ricava dalle informazioni contenute nel frontespizio, le Rivendicazioni configuravano una risposta alle critiche rivolte alla prima stesura della Scienza Nuova che erano comparse, in forma anonima, sulle colonne del numero di agosto 1727 di un periodico di Lipsia, gli Acta Eruditorum lipsiensia. Le accuse anonime dovevano provenire, secondo una tesi (Ratto, 2003), dall'ambiente anticurialista napoletano.
Le Vindiciae, che sono state lette come l'ideale introduzione alla Scienza Nuova (Armignacco, 1997), erano anticipate dall'epigrafe dedicata a Tacito, con una citazione, ripresa dagli Annales, che aveva un intento ironico: come i senatori romani del I secolo erano stati indeboliti dalle proscrizioni, così gli eruditi degli "Acta" di Lipsia erano stati sviliti dalle dispute dottrinarie (Ruggiero, 2000).
Il pamphlet, nella sua asprezza di contenuti che si conciliava con una forma elaborata, mostra un Vico profondamente cattolico a difesa dei principi della religione e, allo stesso tempo, un Vico anticurialista che, informato di giurisdizionalismo Sei-Settecentesco, contrasta le prevaricazioni della Chiesa quale istituzione temporale (Armignacco, 1997).

## Fonti
- ARMIGNACCO T., 1997, Sulle Vici Vindiciae. In Cacciatore - Stile (curr.), L'edizione critica di Vico: bilanci e prospettive, Napoli, Guida editore, pp. 167–170.
- RATTO F., 2003, Motivi di una rilettura delle Vici Vindaciae. In "Educação e Filosofia, XXXIV, 17, pp. 81–100.
- RUGGIERO R., 2000, Le rivendicazioni di Tacito: in margine alle Vici Vindiciae. In "Bollettino del Centro di Studi Vichiani, XXX, pp. 185-197 (PDF) [collegamento interrotto], su ispf.cnr.it.